# 아슬르 엔베르
아슬르 엔베르(튀르키예어: Aslı Enver, 1984년 5월 10일 ~ )는 터키의 배우이다. 2017 황금나비상 여우주연상 수상자이다.